# کشتار گورستان کیلتسه

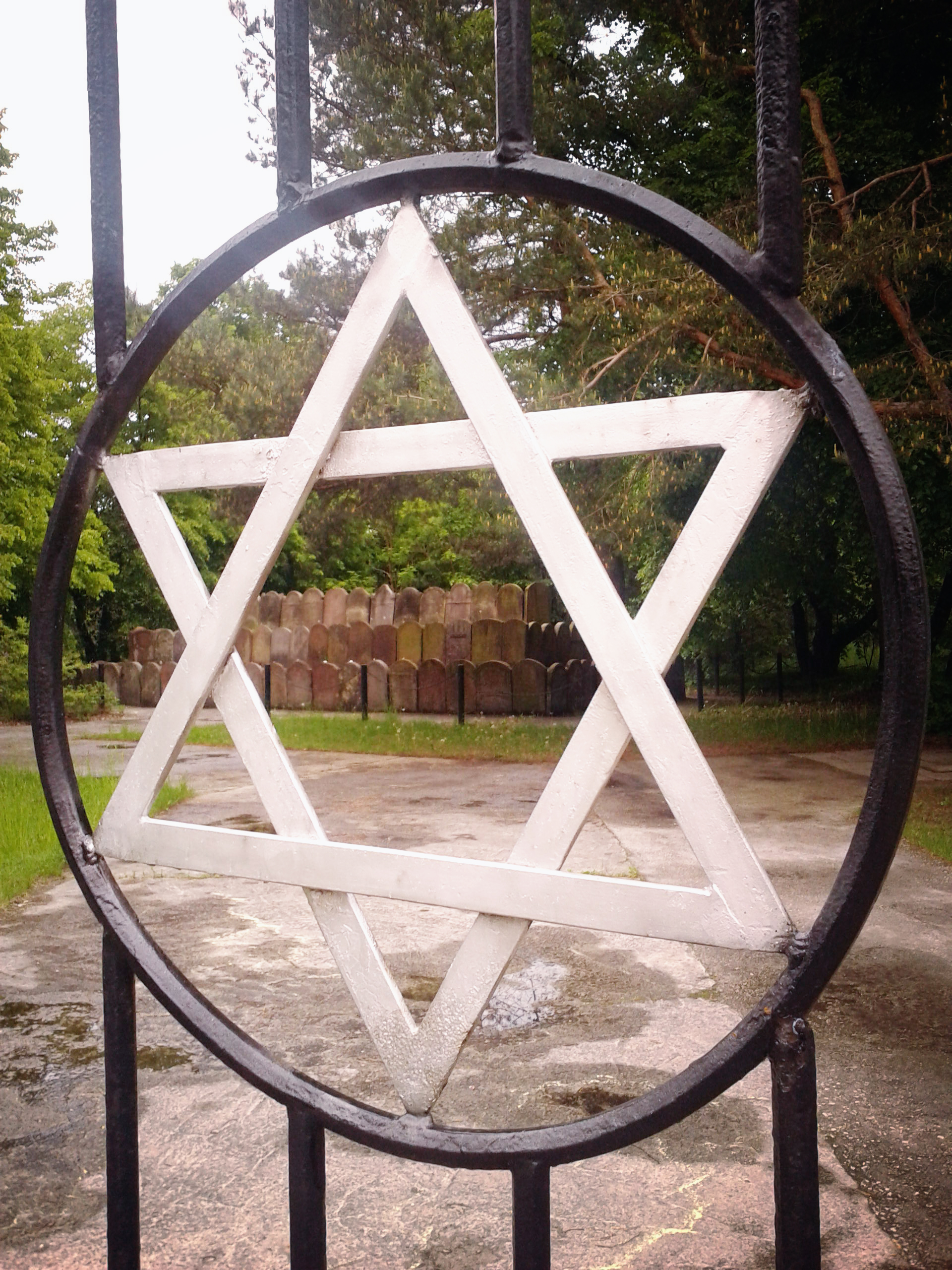
ورودی گورستان پاکوچ در کیلتسه، لهستان

کشتار گورستان کیلتسه به تیرباران یهودیان توسط پلیس آلمان نازی در شهر کیلتسه لهستان اشغالی گفته می‌شود که در ۲۳ مه ۱۹۴۳ و در جریان جنگ جهانی دوم رخ داد. در این رویداد ۴۵ کودک یهودی که از برچیده شدن گتو کیلتس جان سالم به در برده و در کنار پدر و مادر خود، که در اردوگاه‌های کار اجباری کیلتسه مشغول به کار بودند، قرار داشتند، به گورستان پاکوچ در آن شهر برده شده و به دست گردان‌های پلیس نظم آلمان به قتل رسیدند. سن این کودکان از ۱۵ ماهگی تا ۱۵ سالگی بود.
در جریان عملیات برچیدن گتو که از ۲۰ اوت ۱۹۴۲ آغاز شد، تقریباً ۲۰٬۰۰۰–۲۱٬۰۰۰ یهودی توسط قطارهای هولوکاست به اردوگاه مرگ تربلینکا فرستاده شدند. تا پایان ۲۴ اوت، تنها ۲۰۰۰ کارگر ماهر در اردوگاه‌های کار در خیابان‌های ستولارسکا و یاسنا (pl) در داخل گتوی کوچک باقی مانده بودند، و اعضای یودنرات و پلیس یهودی نیز شاملشان می‌شدند. در مه ۱۹۴۳، بیشتر زندانیان یهودی از کیلتسه به اردوگاه‌های کار اجباری در ستاراخوویتسه، سکارژسکو-کامیننا، پیونکی و بلیژن منتقل شدند. ۴۵ کودک یهودی که در گورستان کشته شدند آنانی بودند که در اردوگاهبرچیده شده باقی مانده بودند.